# Præfekt (Rom)
 For alternative betydninger, se Præfekt. (Se også artikler, som begynder med Præfekt)
Præfekt (latin: praefectus), ofte med en yderligere kvalifikation/titel, var den formelle titel på mange – forholdsvis lavt til højtstående – militære eller civile embedsmænd i det romerske kejserrige. Deres autoritet var ikke legemliggjort i deres person (som tilfældet var med valgte magistrater), men tildelt af delegation fra en højere myndighed. De havde en vis autoritet i deres præfektur, såsom at kontrollere fængsler og i civil administration.

## Prætorianske præfekter
Den prætorianske præfekt (latin: Praefectus praetorio) begyndte som chefen for en generals livsgarde i feltet, og voksede derefter i betydning, eftersom prætorianergarden blev en potentiel kongemager under Kejserriget. Fra kejser Diocletians tetrarki (ca. 300) blev de administratorer af de fire prætorianske præfekturer: regeringsniveauet over de (nyoprettede) firemandsvælder og (multiplicerede) provinser .

## Politi og civile præfekter
- Praefectus urbi eller praefectus urbanus: bypræfekt med ansvar for administrationen af Rom.
- Praefectus vigilum: kommandør for Vigiles (brandmænd og politi).
- Praefectus aerarii: adelsmænd udnævnt til vogtere af statskassen.
- Praefectus aerarii militaris: præfekt for militære finanser.
- Praefectus annonae: embedsmand med ansvar for tilsynet med kornforsyningen til byen Rom.

## Militære præfekter
- Praefectus alae: chef for en kavalerienhed.
- Praefectus castrorum: lejrkommandant.[1]
- Praefectus cohortis: chef for en kohorte (enhed, der udgør en legion eller analog enhed).
- Praefectus classis: flådechef.[1]
- Praefectus equitatus: kavalerichef.
- Praefectus equitum: kavalerichef.
- Praefectus fabrum: officer med ansvar for fabri, dvs. veluddannede ingeniører og håndværkere.[1]
- Praefectus legionis: rytterlegionærkommandant.[1]
- Praefectus legionis agens vice legati: fungerende rytterlegionærkommandant.
- Praefectus orae maritimae: embedsmand med ansvar for kontrol og forsvar af de vigtige sektorer af havkysten.[1]
- Praefectus socium (sociorum): Romersk officer udnævnt til en kommandofunktion i et ala sociorum (enhed rekrutteret blandt socii, italiske folk med en privilegeret status inden for imperiet).

For nogle hjælpetropper (auxilia) kunne specifikke titler også henvise til deres folk:
- Praefectus Laetorum (germansk, især i Gallien)
- Praefectus Sarmatarum gentilium (fra stepperne, især i Italien)

## Præfekter som provinsguvernører
Romerske provinser blev normalt administreret af højtstående embedsmænd. Mindre vigtige provinser blev dog overdraget til præfekter, militærmænd, der ellers kun ville administrere dele af større provinser. Det mest berømte eksempel er Pontius Pilatus, som regerede Judæa på et tidspunkt, hvor det blev administreret som en del af Syrien.
Egypten var et særligt kejserligt domæne – grundet et rigdomme og strategisk vigtigt position som et kornmagasin – hvor kejseren nød en næsten faraonisk position i modsætning til nogen anden provins. Derfor blev Egypten ledet af en Praefectus Augustalis, hvilket indikerer, at han regerede i kejserens personlige navn, "Augustus". Septimius Severus, efter at have erobret Mesopotamien, indførte det samme system for dette område.
Efter midten af det 1. århundrede – som et resultat af Pax Romana – blev guvernørposten gradvist flyttet fra de militære præfekter til civile skattemyndigheder kaldet prokurator, Egypten forblev undtagelsen.

## Religiøse præfekter
- Praefectus urbi: en præfekt fra den republikanske æra, der bevogtede byen under det årlige offer af Feriae Latinae på Albanerbjergene, hvor konsulerne deltog. Hans tidligere titel var "custos urbi" ("byens vogter").[3]